# Hitman: Absolution
Hitman: Absolution ist ein Stealth-Computerspiel des dänischen Entwicklers IO Interactive und fünfter Teil der Hitman-Serie. Das Spiel wurde weltweit am 20. November 2012 als Anspielung der 47. Woche des Jahres auf Agent 47, dem Protagonisten der Serie, für Microsoft Windows, PlayStation 3 und Xbox 360 von Square Enix Europe veröffentlicht.
Bis März 2013 wurden 3,6 Millionen Exemplare verkauft. Es ist der Nachfolger des 2006 erschienen Hitman: Blood Money und der Vorgänger des 2016 erschienenen Hitman.

## Handlung
Diana Burnwood, ehemalige Mitarbeiterin der International Contract Agency (ICA), hintergeht nach jahrelanger Treue urplötzlich ihren früheren Arbeitgeber. Sie legt die Identitäten der Agenten offen, sabotiert Kommunikationswege und verschwindet schließlich mit den Mitteln der ICA. Abteilungsleiter der neuformierten ICA, Benjamin Travis, hat Diana in einem Anwesen am Michigansee aufgespürt und erteilt 47, einem der Agenten der ICA, den Auftrag, Diana zu eliminieren.
Im Anwesen trifft 47 auf Diana, schießt auf sie und verletzt diese anscheinend tödlich. Diana, die früher Auftraggeberin von ihm bei der ICA war, erklärt, dass sie ihren Verrat nur wegen Victoria, einem Mädchen, welches wie 47 gentechnisch verändert wurde, begangen hat. Die ICA möchte das Mädchen für ihre Zwecke nutzen, und um das zu verhindern, hat Diana der ICA den Rücken gekehrt. Sie fleht 47 an, mit Victoria zu fliehen und sie nicht der Agency zu überlassen. 47 verlässt mit Victoria das Anwesen und meldet Travis den Auftrag zuerst als erledigt, entscheidet sich kurz darauf aber, mit dem Mädchen zu flüchten. Als 47 nicht am ausgemachten Zielpunkt ankommt, stuft Travis ihn als Verräter ein und eröffnet die Jagd.
Da die ICA alle Verstecke von 47 kennt und dort vermutlich nach ihm und dem Mädchen suchen wird, bringt 47 Victoria im Rosewood Orphanage, einem Waisenhaus in Chicago, unter.
47 nimmt Kontakt mit Birdie, einem weiteren ehemaligen ICA-Agenten, auf und bittet um Informationen betreffend der ICA. Dieser fordert als Vorleistung für seine Hilfe die Eliminierung eines aufstrebenden Gangsters, der sich selbst als König von Chinatown bezeichnet. Weiterhin wünscht er auch die Silverballers, silberne AMT-Hardballer-Pistolen und das Markenzeichen von 47.
Einige Zeit später erhält 47 einen Rückruf von Birdie. Blake Dexter, Geschäftsführer von Dexter Industries, ein Waffen- und Rüstungsunternehmen, hat sich nach Victoria erkundigt, er residiert zum aktuellen Zeitpunkt im Terminus Hotel. 47 gelangt zur obersten Etage des Hotels, auf der sich Dexter eingemietet hat. Bei dem Versuch, den persönlichen Leibwächter Dexters, Sanchez, auszuschalten, scheitert 47 und wird stattdessen von diesem außer Gefecht gesetzt. Dexter identifiziert den bewusstlosen Eindringling als den legendären Auftragsmörder 47. Er setzt das Hotelzimmer in Brand und lässt ihn zurück. Während 47 ohnmächtig ist, umstellt die Polizei das mittlerweile lichterloh brennende Hotel. 47 flieht vor dieser über die Dächer der Stadt, findet seinen Weg durch eine verlassene Bibliothek und entkommt schließlich aus einem abgeriegelten Wohnblock per Zug.
Birdie kontaktiert 47 und warnt ihm vor Dom Osmond, Besitzer des Nachtklubs Vixen Club. Durch seine guten Kontakte wäre es nur eine Frage der Zeit, bis er herausfindet, wo sich Victoria aktuell befindet. 47 macht sich auf den Weg zu seinem Nachtklub und es gelingt ihm, Osmond zu eliminieren. Durch eine Nachricht auf dessen Anrufbeantworter erfährt er, dass ein Freund von Dexter, Edward Wade, kurze Zeit zuvor Osmond kontaktiert hat, um weitere Informationen zu Victoria zu erhalten und nun zusammen mit Dexters Sohn, Lenny, auf dem Weg zu Birdie ist, weil er annimmt, dieser arbeite mit 47 zusammen.
47 versucht Birdie zu warnen, dieser bricht bei Erwähnung des Namens Wade in Panik aus und bittet um Hilfe. Auf dem Weg zu Birdie gelingt es 47 auf einem chinesischen Neujahrsfest mehrere von Wades Gefolgsleuten zu finden und auszuschalten. Angekommen in Birdies Unterschlupf ist dieser bereits ausgeflogen, 47 ahnt das schlimmste und macht sich auf dem Weg zum Waisenhaus, unwissend, dass Birdie unter Gewaltandrohung bereits hinter seinem Rücken den Aufenthaltsort von Victoria an Wade weitergegeben hat.
Das Waisenhaus wird derweil von Wades Männern angegriffen. Lenny gelingt es, sich Victoria zu schnappen und mit ihr zu entkommen. Nachdem 47 Wade im Heizungskeller des Gebäudes tödlich verletzt hat, stößt er bei seinen Sachen auf den Namen des Entführers, entdeckt einen Hinweis auf die Ortschaft Hope in South Dakota und macht sich auf den Weg dahin. Derweil trifft sich Birdie mit Dexter und bietet ihm seine Hilfe an, dieser zeigt jedoch keinerlei Interesse an einer Zusammenarbeit.
In einer Bar erkundigt sich 47 und erfährt schließlich, wo Lenny zu finden ist. Birdie nimmt Kontakt zur ICA auf und teilt ihnen mit, dass er bereit ist, gegen ausreichende Bezahlung, mit ihnen zusammenzuarbeiten und 47 zu verraten.
Im Ortskern von Hope schaltet 47 die Mitglieder der Hope-Pumas, einer von Lenny geführten Gang, die plant, Victoria an einen rivalisierenden Rüstungshersteller zu verkaufen, aus. 47 entführt Lenny und erfährt, dass sich Victoria bei Sanchez befinde, der sich aktuell bei Dexters Fabrik aufhält. 47 bahnt sich seinen Weg durch die Anlagen von Dexter Industries und entdeckt in einem Forschungslabor ein Protokoll zu von Dr. Ashford durchgeführten Untersuchungen an Victoria. In den Aufzeichnungen mutmaßt Ashford, dass Dr. Ort-Meyer, Genforscher und Schöpfer von 47, auch eine Rolle in der Erschaffung Victorias gespielt haben könnte. 47 vernichtet sämtliche Forschungsergebnisse und verlässt die Anlage. Kurz bevor 47 Sanchez in einem Kampf ausschaltet, verrät ihm dieser, dass Clive Skurky, Sheriff von Hope, Victoria im Gerichtsgebäude der Stadt festhält.
47 kommt in einem Motel unter. Travis hat in der Zwischenzeit die Saints, eine rein weibliche Attentätergruppe, auf 47 angesetzt, die nun versuchen, ihn mit brachialer Gewalt aus dem Weg zu räumen. 47 schafft es jedoch, die drei Angreifer zu besiegen und macht sich weiter auf den Weg nach Hope.
Im an das Gerichtsgebäude gekoppelte Gefängnisgebäude macht sich 47 auf die Suche nach Victoria, wird aber von Skurky in eine Falle gelockt und außer Gefecht gesetzt. Nachdem dieser sich befreien konnte, jagt er Skurky durch die Straßen von Hope und stellt ihn schließlich in einer Kirche am Stadtrand. Skurky erzählt ihm von Blackwater Park, ein Wohnblock in Chicago, in dem sich Dexter befindet.
Währenddessen übergibt Travis in Chicago, nach einer hitzigen Diskussion, 10 Millionen Dollar für das Mädchen an Dexter. Der verspricht ihm dafür später den Aufenthaltsort von Victoria mitzuteilen und verschwindet mit dem Geld. 47 dringt in das Penthouse von Dexter in Blackwater Park ein, trifft in einem Panikraum auf Layla, die persönliche Assistentin Dexters, und eliminiert diese. Er betritt das Dach, auf dem sich Dexter mit Victoria verschanzt hat, erschießt Dexter und verlässt mit Victoria das Gebäude.
Aus Angst, dass ihr Tod nur vorgetäuscht wurde, hat Travis sechs Monate nach den Ereignissen in Blackwater Park die Exhumierung von Dianas Grab auf einem Friedhof in England angeordnet. 47 gelingt es Travis’ Wachen und schließlich ihn selbst zu eliminieren.
Wie sich zeigt, ist Diana tatsächlich noch am Leben. Sie heißt 47 wieder bei der ICA willkommen. Victoria befindet sich bei ihr in Sicherheit.

## Spielprinzip und Technik
In Hitman: Absolution übernimmt der Spieler die Rolle des genmanipulierten Auftragsmörders Agent 47. Ziel der insgesamt 20 Level ist meist die Eliminierung einer oder mehrerer Personen. Die Level spielen, mit einer Ausnahme, alle in den Vereinigten Staaten, entweder in Chicago oder der fiktiven Ortschaft Hope in South Dakota.
Das Bewertungssystem der Vorgänger wurde stark ausgebaut und ist nun dauerhaft präsent im Level. Man erhält für viele Aktionen in den Missionen Punkte bzw. es werden Punkte abgezogen. So wird das leise Töten der Zielperson mit Punkten belohnt, wird man dabei erwischt oder tötet unbeteiligte Personen, werden Punkte abgezogen. Die Höchstwertung des Spiels, Lautloser Killer (englisch Silent Assassin), wird nur vergeben, wenn man den Auftrag ohne Fehler erledigt hat, dazu gehört beispielsweise, dass es bei der Eliminierung der Zielperson keine Zeugen gibt und dass einzig die Zielpersonen ausgeschaltet wird und es keine weiteren Opfer gibt.
Eines der neuen Features in Hitman: Absolution ist der Instinkt. Ist dieser aktiviert, werden andere Personen hervorgehoben, das zu tötende Ziel erscheint in rot, andere Personen in gelb, außerdem werden Gegenstände und Dinge von Interesse (Verstecke, Waffen oder Ähnliches) markiert. Zusätzlich kann man mit diesem Modus auch NPCs durch Wände sehen. Der Nutzung der Instinktfähigkeit ist begrenzt. Durch erfolgreich abgeschlossene Missionsziele, durch das Ausschalten von Gegnern und das Auffinden von Informationen wird der Instinkt wieder aufgefüllt.
Instinkt lässt sich auch für das Zielfeuern einsetzen. Ist dieser Modus aktiviert, läuft das Spiel in Zeitlupe ab. Hier lassen sich nun einer oder mehrere Gegner markieren, die 47 mit einem Tastendruck dann automatisch ausschaltet.
Die Möglichkeit, Verkleidungen zu nutzen, spielt eine große Rolle und ist eines der zentralen Stealth-Elemente der Reihe. Das Tragen der Kleidung einer Personengruppe sorgt aber, anders als im Vorgänger, nicht dafür, dass man sich problemlos durch feindliches Gebiet bewegen kann. Spieler der gleichen Fraktion werden relativ schnell misstrauisch, wenn sie ein neues Gesicht sehen. Durch den Einsatz des Instinktes hat man aber zeitlich begrenzt die Möglichkeit, unerkannt im Sichtfeld von NPCs der gleichen Fraktion zu stehen.
Das Radar, das sich dauerhaft am unteren linken Bildschirmrand befindet und das Personen in der Nähe, Missionsziele und den Ausgang des Levels anzeigt, ersetzt die aus den Vorgängern bekannte Karte.
Das Inventar aus den Vorgängern, welches eine unbegrenzte Anzahl an Gegenstände aufnehmen konnte, wich einem neuen System. In Hitman: Absolution ist das Inventar in sieben Kategorien eingeteilt, so gibt es einen beispielsweise einen Slot für Schusswaffen, Nahkampfwaffen etc., in die jeder aufnehmbare Gegenstände fällt. Jeder der Gegenstände darf sich nur einmal im Inventar befinden. Weitere Gegenstände wie Schmerztabletten müssen nicht extra ausgerüstet werden, sondern sind über einen kontextsensitiven Tastendruck verwendbar.
Zum Ausschalten von Gegnern stehen dem Spieler eine Vielzahl an Waffen zur Verfügung. Neben einer Auswahl an unterschiedlichen Schusswaffen, kommen auch Nahkampfwaffen zum Einsatz. Zur Tötung können Wurfwaffen wie Messer eingesetzt werden, aber auch Gegenstände wie Schraubenzieher lassen sich als Waffe zweckentfremden. Markenzeichen von Agent 47 ist die Klaviersaite zum lautlosen Strangulieren von Gegnern. Die Tötungen von Zielpersonen können als Unfälle verschleiert werden, so lassen sich Kronleuchter zum Herabstürzen auf Ziele bringen, Personen über Brüstungen stoßen oder Einrichtungen wie Gasherde manipulieren, sodass sie explodieren. Insgesamt zwei bewusstlose oder tote Personen können in Kisten oder Schränken versteckt werden. Befindet sich nur maximal ein Körper in diesen Verstecken bzw. ist das Versteck noch nicht voll, so können diese auch für 47 als Versteckmöglichkeit vor Gegnern dienen.
Neben dem Einzelspielermodus des Spiels gibt es den Aufträge-Modus. Dieser erlaubt es dem Spieler, eigene Missionen innerhalb der bestehenden Level zu entwerfen. So können das Ziel, die zur Tötung verwendete Waffe und das Outfit gewählt und dieser Auftrag dann mit anderen geteilt werden.

## Entwicklung und Veröffentlichung
Hitman: Absolution wurde vom Publisher Square Enix am 10. Mai 2011 angekündigt. Erste Spielszenen wurden auf der E3 2011 gezeigt.
In einem Interview vor Veröffentlichung des Spiels berichtet Game Director Tore Blystad, dass sie mit Hitman: Absolution eine breitere Zielgruppe erreichen wollen und dass es eine der größten Herausforderungen in der Entwicklung ist, mit dem neuen Spiel neue Spieler aber auch die Fans der älteren Spiele anzusprechen.
Die Veröffentlichung fand am 20. November 2012 statt. Für OS X erschien das Spiel am 15. Mai 2014.
Die Windows-Version wurde vom niederländischen Unternehmen Nixxes Software portiert, die OS X-Fassung stammt von Feral Interactive.
Vorbesteller des Spiels erhielten Zugriff auf das eigenständige Minispiel Hitman: Sniper Challenge.
Im Mai 2018 wurde der Aufträge-Modus, mit Hinweis auf die DSGVO und der Tatsache, dass der Dienst durch die ehemalige Mutterfirma Square Enix betrieben wird, abgeschaltet. Trotz Ankündigung, dass es sich nur um eine temporäre Außerbetriebnahme handelt, ist der Service auch heute nicht erreichbar.
Anfang 2019 erschien das Spiel gemeinsam mit dem Vorgänger Hitman: Blood Money als Remastered-Version in der Hitman HD Enhanced Collection für PlayStation 4 und Xbox One. Neben einer optimierten Steuerung wurden verschiedene grafische Verbesserungen implementiert.

### Soundtrack und Synchronisation
Erstmals in der Geschichte der Reihe war der Komponist Jesper Kyd nicht für den Soundtrack zuständig. Dieser stammt in Hitman: Absolution von Peter Peter, Peter Kyed und Thomas Bärtschi.
Trotz anderslautender Gerüchte im Vorfeld, kehrt David Bateson als Sprecher für 47 in der englischen Version zurück. Weitere Sprecher sind Marsha Thomason für Diana Burnwood. Die Hauptfigur wird im Deutschen von Torsten Michaelis gesprochen, Diana von Petra Barthel.
| Charakter       | Englischer Sprecher | Deutscher Sprecher    |
| --------------- | ------------------- | --------------------- |
| Agent 47        | David Bateson       | Torsten Michaelis     |
| Diana Burnwood  | Marsha Thomason     | Petra Barthel         |
| Benjamin Travis | Powers Boothe       | Holger Mahlich        |
| Birdie          | Steven Bauer        | Jan-David Rönfeldt    |
| Blake Dexter    | Keith Carradine     | Rüdiger Schulzki      |
| Clive Skurky    | Jon Gries           | Christian Rudolph     |
| Layla Stockton  | Traci Lords         | Anne Moll             |
| Sanchez         | Issac Singleton     | Holger Löwenberg      |
| LaSandra Dixon  | Vivica A. Fox       | Sonja Szylowicki      |
| Edward Wade     | Larry Cedar         | Robert Missler        |
| Cosmo Faulkner  | Jonathan Adams      | Rainer Schmitt        |
| Jade Nguyen     | Shannyn Sossamon    | Stephanie Kirchberger |
| Victoria        | Isabelle Fuhrman    | Sonja Stein           |

### Technik
Das Spiel läuft mit der hauseigenen Glacier-2-Engine, die von Grund auf neu für das Spiel entwickelt wurde.

## Rezeption

### Rezensionen
Metacritic aggregiert jeweils eine Bewertung von 79 Punkten für die Windows- und Xbox-360-Version, und 83 Punkte für die PlayStation-3-Version.
Die GameStar lobt die Grafik und Detailverliebtheit von Hitman: Absolution und hebt die lange Spielzeit von rund 20 Stunden hervor, es wird jedoch angemerkt, dass das Spiel durch die segmentierten Level kein „Sandkasten-Feeling“ der Vorgänger erreicht.
Für 4Players ist aufgrund der glaubwürdigen Level, des realistischen Gegnerverhaltens und der vielen Möglichkeiten innerhalb der Level „[…] der fünfte der bislang beste Hitman.“.
Eurogamer kritisiert das neue Speichersystem. Es ist nun keine freie Speicherung möglich, stattdessen sind in den Leveln festgelegte Punkte, in denen man seinen Fortschritt sichern kann. Wird ein gespeicherter Checkpoint geladen, werden jedoch auch Dinge wie besiegte Gegner zurückgesetzt.
PC Gamer vergibt mit 66 von 100 Punkten eine der schlechteren Wertungen und bezeichnet Hitman: Absolution als passables Stealth-Spiel, das jedoch alles über den Haufen geworfen hat, was die Reihe großartig machte.

### Verkaufszahlen
Square Enix gab bekannt, dass im Einzelhandel bis März 2013 ungefähr 3,6 Millionen Exemplare des Spiels verkauft wurden. Für den Publisher blieben die Verkaufszahlen hinter den Erwartungen zurück.

### Kontroversen
Ende 2012 veröffentlichte Publisher Square Enix auf Facebook die Anwendung Hire Hitman. In dieser konnten Personen aus der Facebook-Freundesliste als Zielpersonen für „Auftragsmorde“ ausgesucht werden. Als besonders geschmacklos wurde empfunden, dass man den gewählten Personen verschiedene negative Körpermerkmale zuschreiben konnte, die zur Identifizierung für den angeblichen Auftragsmörder dienen sollten. Aus den angegebenen Details und weiteren Infos des Facebook-Profils wurde dann ein Video erstellt, das zeigt wie 47 die ausgewählte Person eliminiert. Nach Kritik zog Square Enix die Anwendung zurück und entschuldigte sich öffentlich.